# Gransjön (Degerfors socken, Västerbotten)
Gransjön är en sjö i Vindelns kommun i Västerbotten och ingår i Umeälvens huvudavrinningsområde. Sjön har en area på 0,5 kvadratkilometer och ligger 207 meter över havet. Sjön avvattnas av vattendraget Gransjöbäcken.

## Delavrinningsområde
Gransjön ingår i det delavrinningsområde (713577-167836) som SMHI kallar för Namn saknas. Medelhöjden är 248 meter över havet och ytan är 14,01 kvadratkilometer. Det finns inga avrinningsområden uppströms utan avrinningsområdet är högsta punkten. Gransjöbäcken som avvattnar avrinningsområdet har biflödesordning 4, vilket innebär att vattnet flödar genom totalt 4 vattendrag innan det når havet efter 94 kilometer. Avrinningsområdet består mestadels av skog (79 procent) och sankmarker (12 procent). Avrinningsområdet har 0,5 kvadratkilometer vattenytor vilket ger det en sjöprocent på 3,5 procent.